# Chemin VS

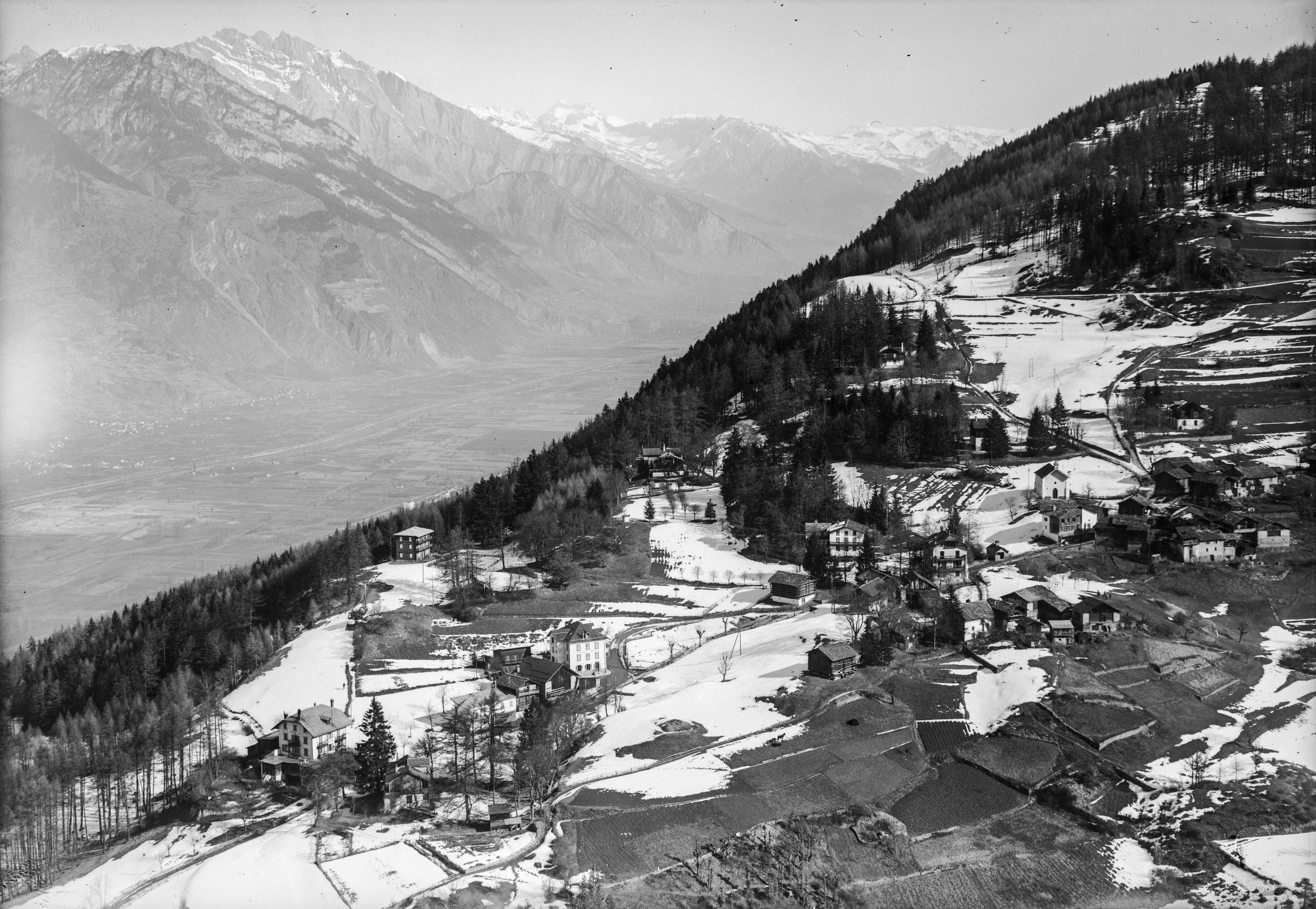
Chemin-Dessous im Jahr 1949, aufgenommen von Werner Friedli

| VS ist das Kürzel für den Kanton Wallis in der Schweiz. Es wird verwendet, um Verwechslungen mit anderen Einträgen des Namens Chemin zu vermeiden. |

Chemin ist eine Ortschaft im französischsprachigen Teil des Kantons Wallis in der Schweiz. Chemin besteht aus dem Dorf Chemin-Dessus, das seit 2021 zur Gemeinde Val de Bagnes im Bezirk Entremont gehört, und aus dem Weiler Chemin-Dessous in der Gemeinde und im Bezirk Martigny. 

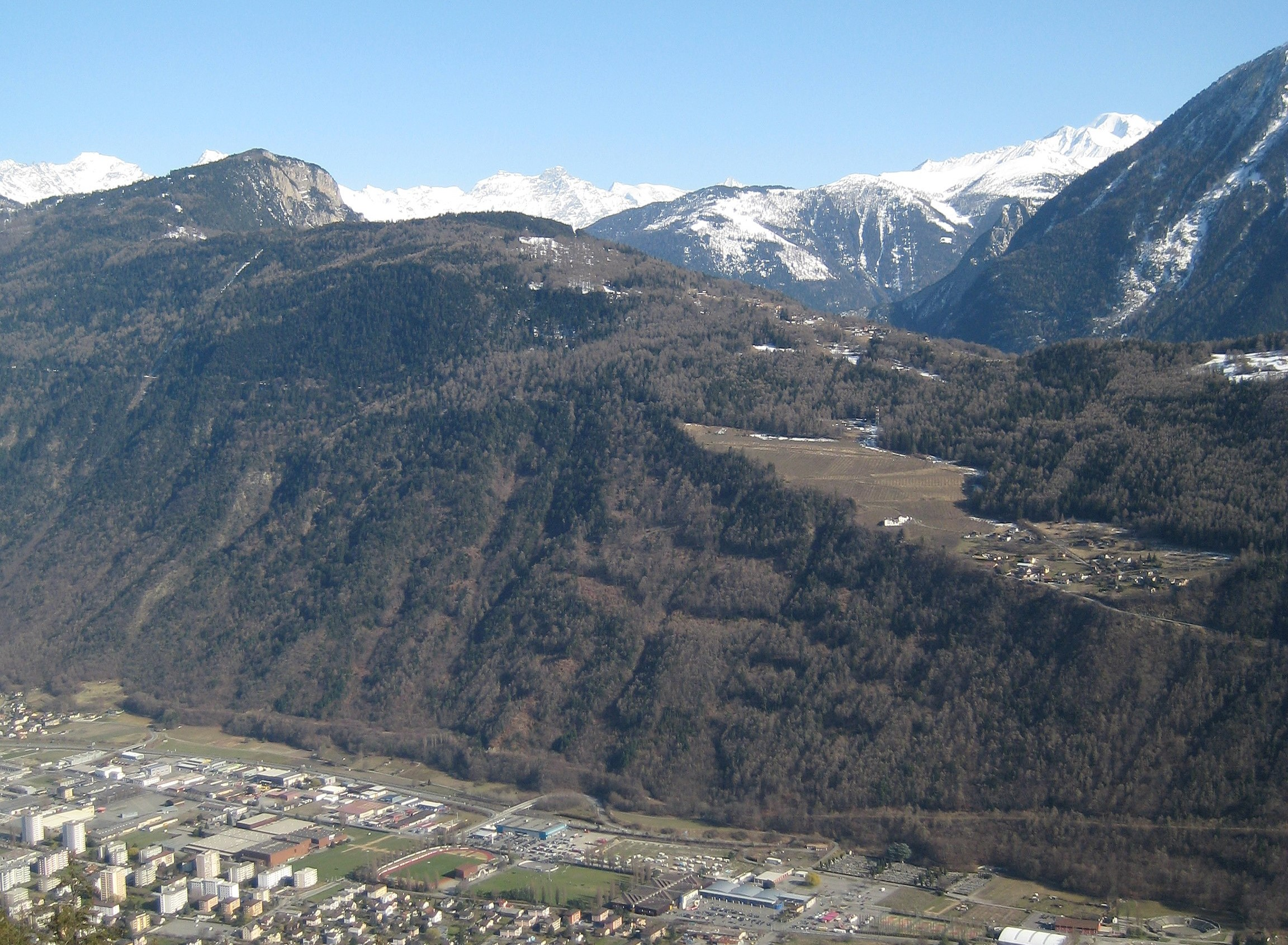
Chemin-Dessous (rechts), hinten links Mont Chemin. In der Rhoneebene ist ein Teil von Martigny sichtbar.

## Geographie
Chemin liegt auf einem Kamm des 1808 Meter hohen Mont Chemin zwischen der Rhoneebene und dem Tal der Dranse. Die Ortschaft wird auch als „kleines Monaco von Martigny“ bezeichnet.
Chemin-Dessous und -Dessus liegen an der Passstrasse, die von Martigny auf den Col des Planches führt. Ein Postauto verkehrt stündlich von Chemin zum Bahnhof Martigny und zurück.

## Wirtschaft
Wassermangel erschwerte früher die Alp- und Landwirtschaft. Das kostbare Nass musste in Zisternen gesammelt werden. Seit 1965 versorgt eine Wasserleitung die Ortschaft mit Wasser aus dem Lac de Louvie  oberhalb von Verbier. Die zuverlässige Trinkwasserversorgung führte zu einem Aufschwung. Es entstanden viele Ferienchalets und Chemin wurde zu einem Vorort von Martigny.
Der aufkommende Tourismus führte Ende des 19. und Anfang des 20. Jahrhunderts zum Bau von Hotels, von denen nur noch das Hôtel Beau-Site in Chemin-Dessus übriggeblieben ist. Bei Chemin-Dessus war Anfang des 20. Jahrhunderts ein Eisenbergwerk in Betrieb, wovon einige Stollen erhalten geblieben sind.

## Bilder

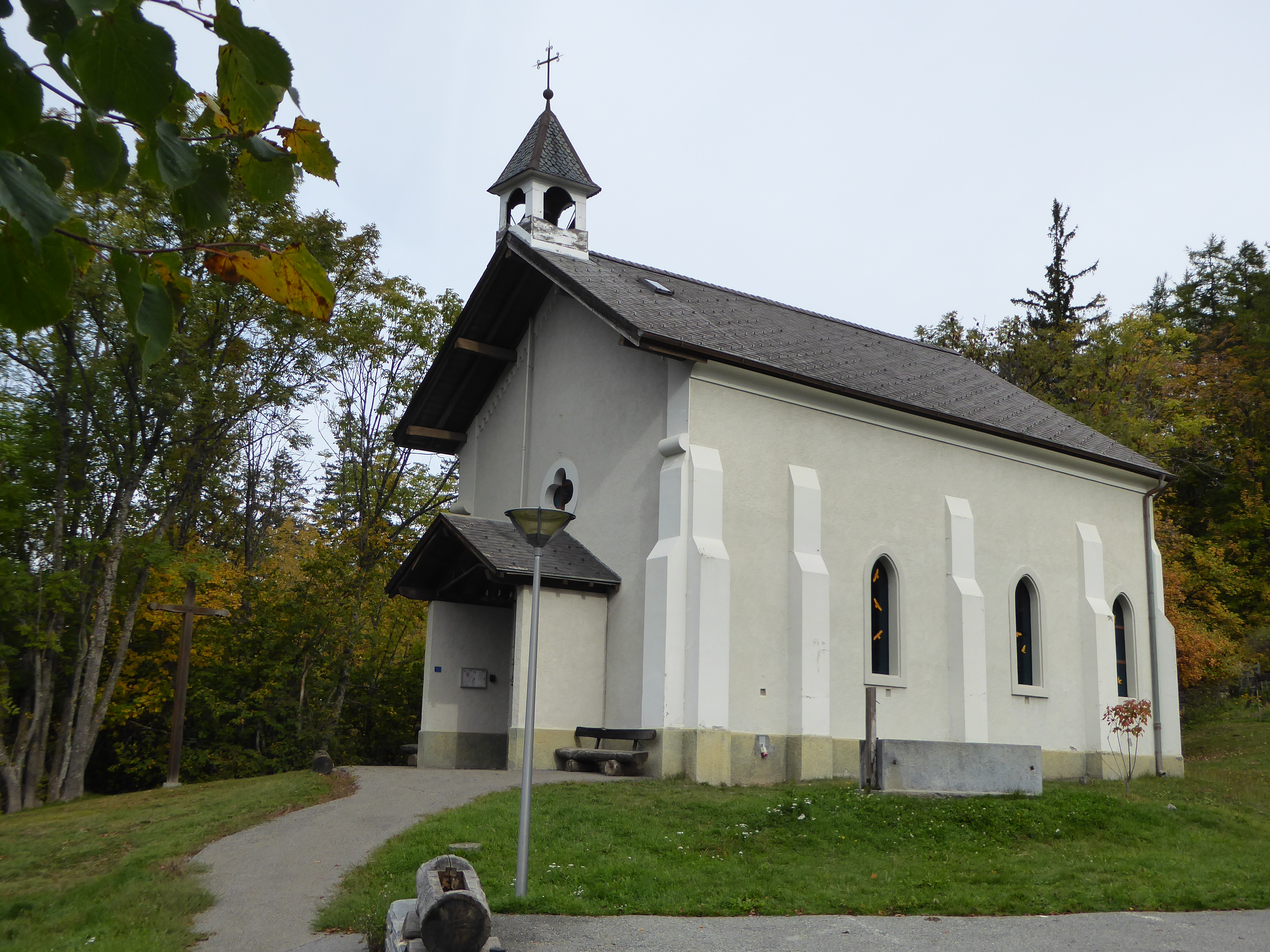
Kapelle Notre Dame des Neiges
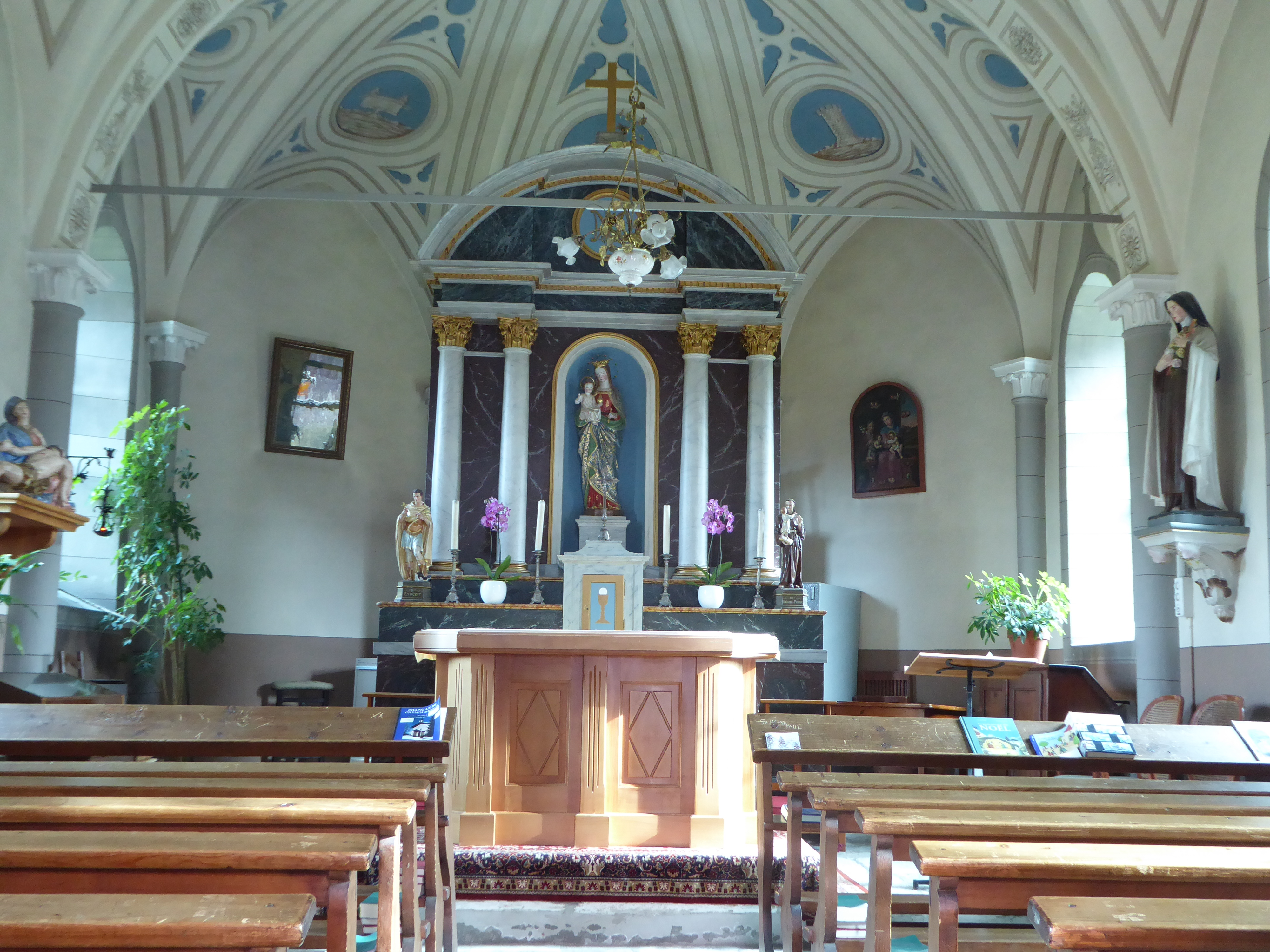
Chor der Kapelle
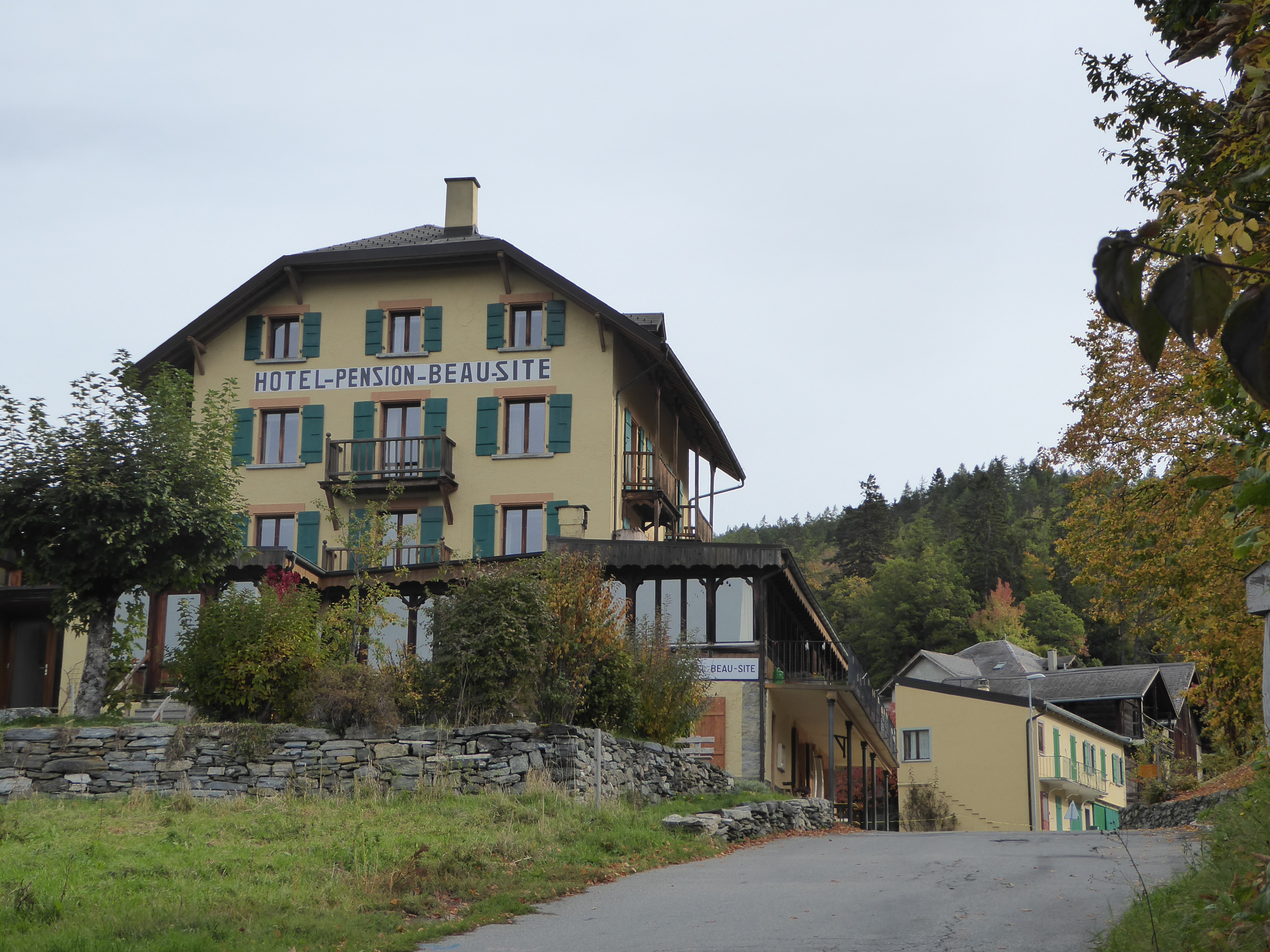
Hôtel Beau-Site